# Gouvernement général (Empire russe)

Gouvernements généraux (en couleur) de l’empire russe en 1897.

Le gouvernement général (en russe : генерал-губернаторство, gueneral-goubernatorstvo) est une division administrative de l’empire russe existant de 1775 à 1917. Les gouvernements-généraux regroupent plusieurs gouvernements ou oblasts. Saint-Pétersbourg et Moscou ont une position particulière - les gouvernements généraux étant identiques avec les gouvernements.

## Administration
Un gouverneur général dirige le gouvernement général avec des pouvoirs militaires et administratifs. Il contrôle les activités des gouverneurs des gouvernements et oblasts qui lui sont rattachés sans toutefois intervenir directement dans leur administration, à l'exception de Moscou et Saint-Pétersbourg ou le gouverneur-général nommé par l’empereur gère le gouvernement.

## Liste des gouvernements généraux
- Gouvernement général de Saint-Pétersbourg (-1866) ;
- Gouvernement général de Moscou ;
- Gouvernement général d’Azov ;
- Gouvernement général de la Baltique (1801-1876) : Estonie, Livonie, Courlande ;
- Gouvernement général de Biélorussie (1775-1856) : Vitebsk, Kalouga, Minsk, Moguilev, Smolensk ;
- Gouvernement général de la Vistule, puis de Varsovie (1874-1917) : Varsovie, Kalisz, Kielce, Łomża, Lublin, Piotrków, Płock, Radom, Siedlce, Suwałki ;
- Gouvernement général de Galicie (1914-1915) : Lvov, Przemyśl, Tarnopol, Czernowitz ;
- Gouvernement général de Kiev (1832-1912) : Volhynie, Kiev, Podolie ;
- Gouvernement général de Lituanie (1794-1912) : Vilna, Kowno, Grodno ;
- Gouvernement général de Petite-Russie (1802-1856) : Tchernigov, Poltava, Kharkov ;
- Gouvernement général de Nouvelle-Russie (1802-1873) : gouvernements civils de Kherson, Iekaterinoslav et de Tauride et gouvernements militaires de l'armée du Don, de Nikolaïev, de Sébastopol (1805-1864) et de Bessarabie (1871-1917) ;
- Gouvernement général d’Orenbourg et Samara (1851-1865) ;
- Gouvernement général d’Orenbourg (1865-1881) ;
- Gouvernement général de Pskov et Moguilev (-1796) : Pskov, Moguilev ;
- Gouvernement général de Riazan (1819-1828) : Voronej, Riazan, Orel, Tambov, Toula ;
- Gouvernement général de Sibérie (1802-1822) ;
  - Gouvernement général de Sibérie orientale (1822-1884) ;
    - Gouvernement militaire de Vladivostok (1880) ;
    - Gouvernement général de l’Amour (1887-1917) : Amour, Kamtchatka, Primorié, Sakhaline;
    - Gouvernement général d’Irkoutsk (1887-1917) : Ienisseï, Irkoutsk, Transbaïkalie, Iakoutsk ;

  - Gouvernement général de Sibérie occidentale (1822-1882) : Tobolsk, Tomsk, Akmolinsk ;
- Gouvernement général de la steppe (1882-1917) : Akmolinsk, Semipalatinsk ;
- Gouvernement général du Turkestan (1886-1917) : Transcaspienne, Samarcande, Semiretchie, Syr-Daria, Ferghana ;
- Gouvernement général (grand duché) de Finlande : Åbo et Björneborg, Vasa,  Vyborg, Kuopio, Nyland,  Sankt Michel, Tavastehus, Uleåborg ;
- Vice-royauté du Caucase (1801–1917) : Bakou, Batoum, Daghestan, Elisavetpol, Erevan, Kars, Kouban, Koutaïssi, mer Noire, Soukhoum, Terek, Tiflis, Zakataly.

## Lien
- Борис Межуев Генерал-губернаторство в системе местного управления России, 2007 «Русский архипелаг».